# Harpagolestes
L'arpagoleste (gen. Harpagolestes) è un mammifero carnivoro estinto, appartenente agli acreodi. Visse nell'Eocene medio (circa 48 - 42 milioni di anni fa) e i suoi resti fossili sono stati ritrovati in Nordamerica e in Asia.

## Descrizione
Questo animale possedeva un corpo robusto, vagamente simile a quello di un orso, ma doveva essere dotato di una lunga coda. Il cranio era molto grande in relazione al resto del corpo (era lungo fino a mezzo metro negli esemplari più grandi) e particolarmente robusto, e la mandibola (robusta anch'essa) possedeva un profilo arrotondato e sporgente nella parte inferiore. I denti erano massicci e i molari mostrano notevoli segni di usura. Le zampe anteriori erano particolarmente robuste e, come in tutte le forme simili, non erano dotate di artigli ma di piccoli zoccoli. 

## Classificazione
Harpagolestes venne descritto per la prima volta nel 1901 da Wortman, sulla base di resti fossili ritrovati in Wyoming in terreni dell'Eocene medio. La specie tipo è Harpagolestes macrocephalus. In seguito sono state ritrovate numerose altre specie in vari stati americani (H. brevipes, H. immanis, H. leotensis, H. uintensis) ma anche in Mongolia, Cina (H. orientalis, H. leei) e in Corea (H. koreanicus).

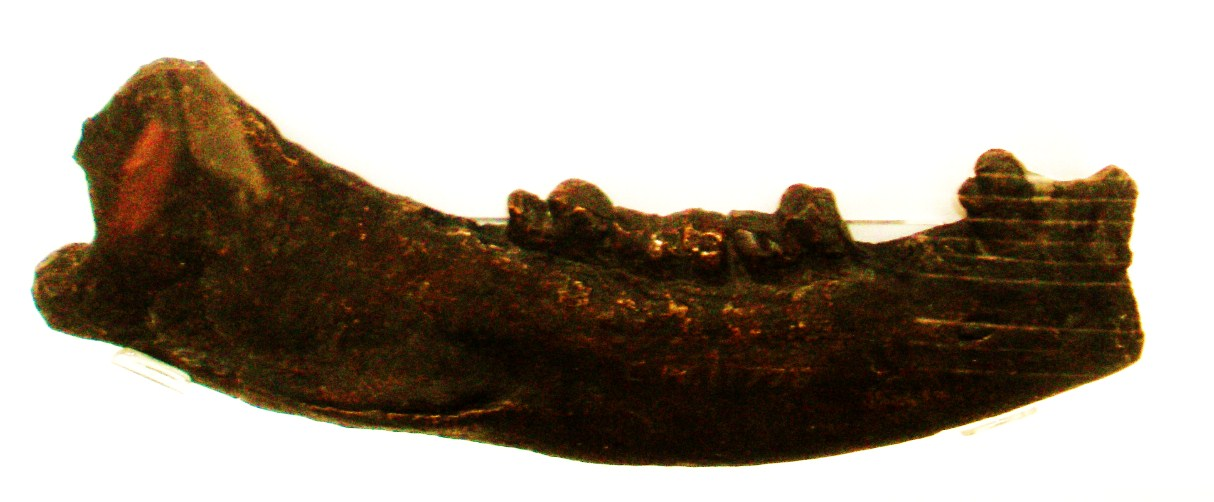
Mandibola di Harpagolestes leotensis

Harpagolestes è un rappresentante dei mesonichidi (altrimenti noti come acreodi), un gruppo di ungulati arcaici tipici del Paleocene e dell'Eocene, tra i primi grandi mammiferi predatori dopo la scomparsa dei dinosauri. In particolare, Harpagolestes era una delle forme più grandi e derivate, affine a (ma più specializzato di) Mesonyx, Mongolonyx e Mongolestes.

## Paleoecologia

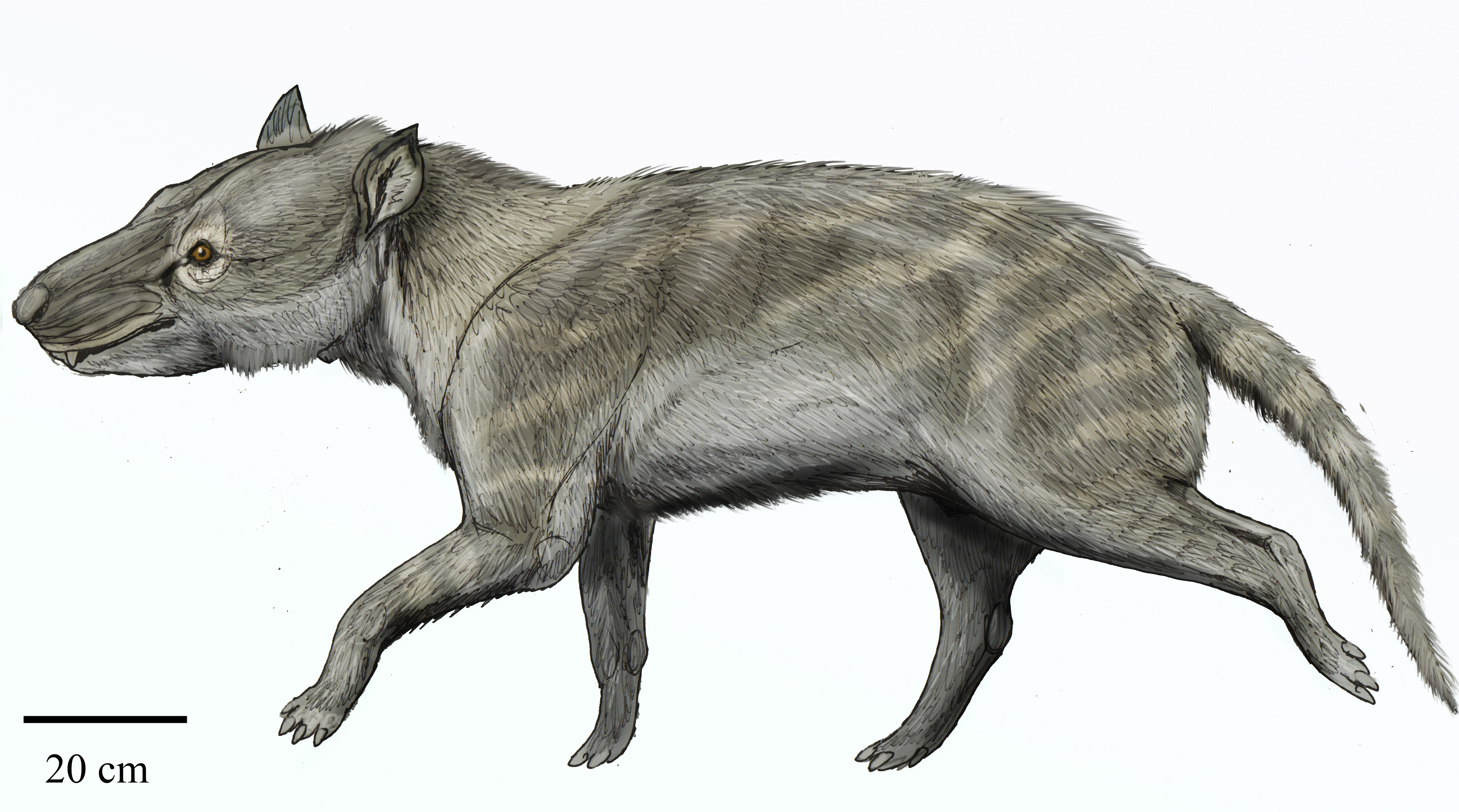
Ricostruzione di Harpagolestes macrocephalus

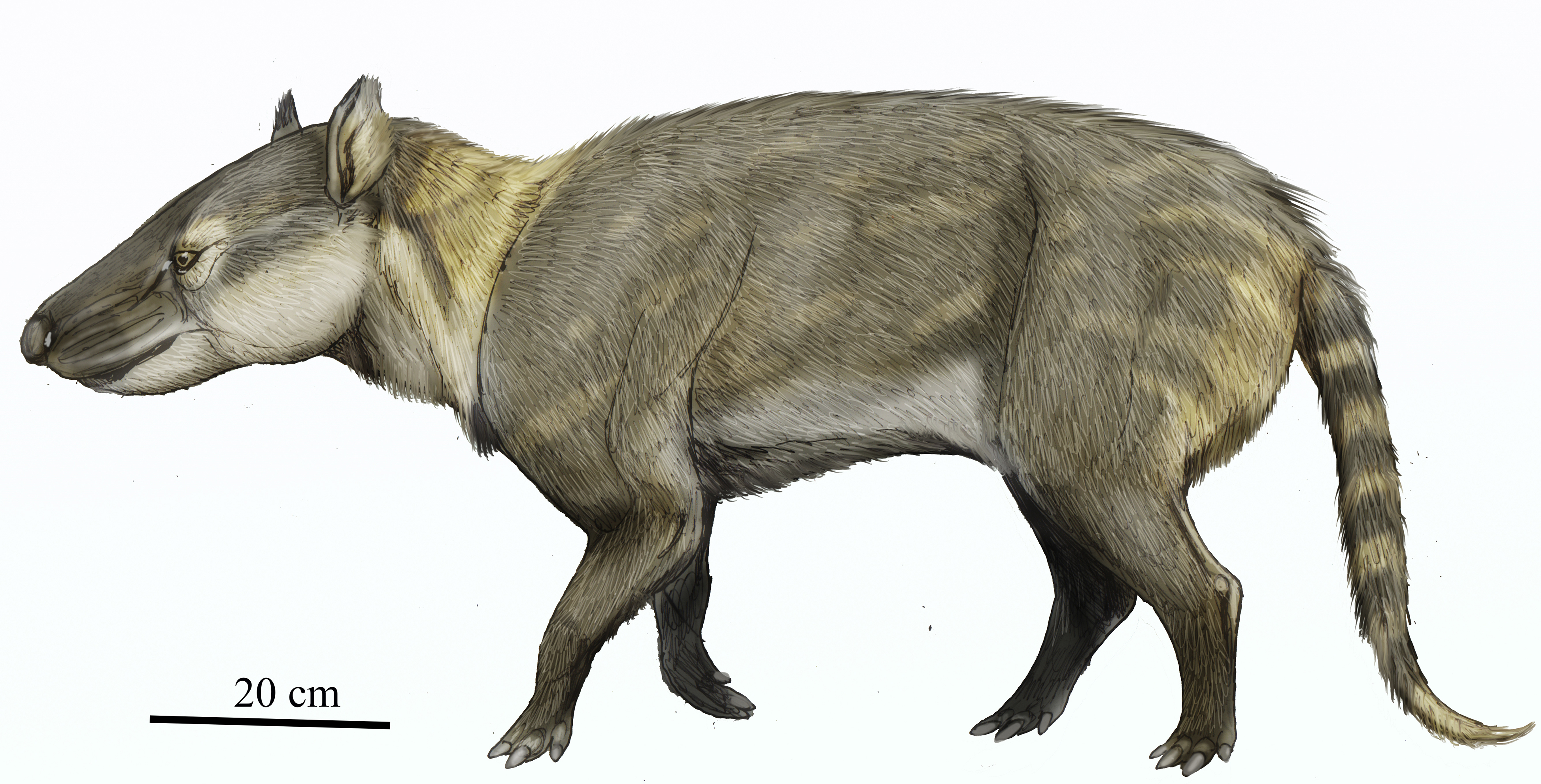
Ricostruzione di Harpagolestes orientalis

La morfologia dello scheletro, con le zampe molto robuste, indica che questo animale non era adatto ad inseguire prede, e probabilmente si cibava di carogne, come suggerisce anche il grande cranio e la dentatura robusta con una forte usura dei molari.